# Lisa Moore
Lisa Moore (Canberra, 1960) è una pianista australiana con un mix vario ed eclettico di influenze musicali.

## Biografia
Lisa Moore è nata a Canberra, Australia, una dei tre figli di uno storico dell'arte e un eminente economista. La sua prima giovinezza comprendeva viaggi all'estero e all'età di 13 anni aveva visitato più di una dozzina di paesi e viveva a Sydney e a Londra. Lo sviluppo della Moore come artista si può far risalire ai suoi anni di formazione a Canberra negli anni '70. Una successione di "persone strane e interessanti" durante la sua infanzia ha incluso il pittore australiano Charles Blackman. Ha studiato con l'insegnante di musica di Sydney Albert Landa. Una gravidanza non pianificata ha lasciato la diciassettenne Moore chiusa in casa per diversi mesi e inattiva per la pratica del pianoforte. Ha dato poi il suo bambino in adozione e da allora si è ricongiunta con sua figlia, Emma Pearse.
Ha sposato il compositore di musica contemporanea Martin Bresnick.

## Discografia
- 2015: Philip Glass, Solo Piano - Metamorphosis & Mad Rush
- 2018: Julián De La Chica, Preludes Op. 8